# Miklós Révai

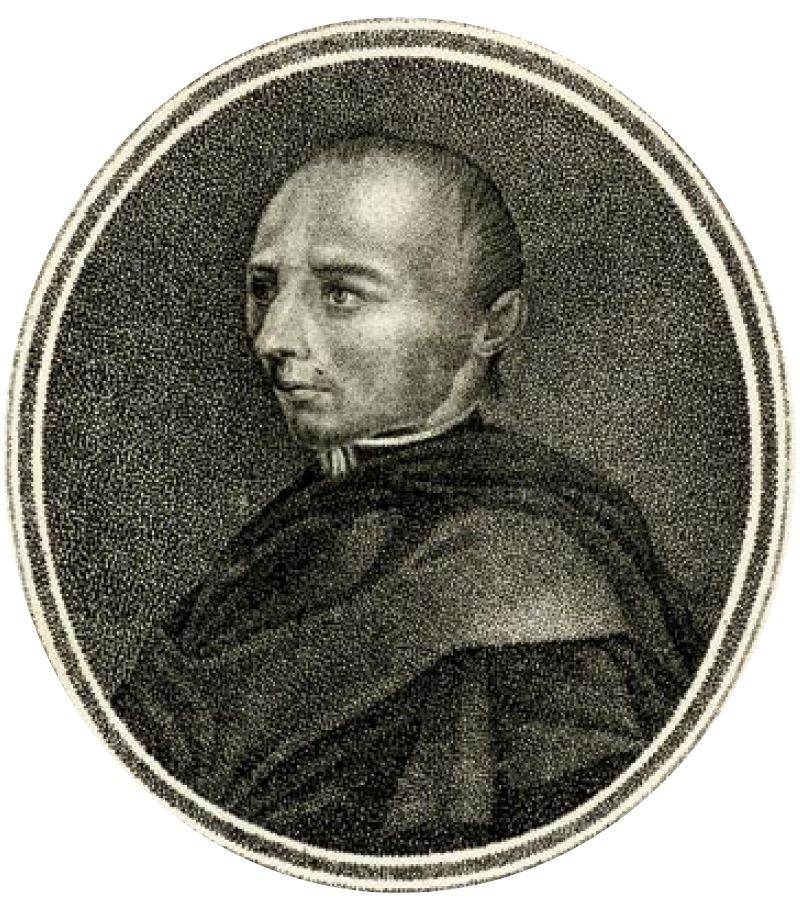
Nikolaus Révay

Miklós Révai, auch Nikolaus Révay (* 24. Februar 1750 oder 1749 in Nagy-Szent-Miklós (heute Sânnicolau Mare) im Komitat Torontál; † 1. April 1807 in Pest), war ein ungarischer Sprachwissenschaftler, Hochschullehrer, Zeichner und Schriftsteller.

## Leben

### Werdegang
Miklós Révai war der Sohn seines gleichnamigen Vaters Miklós Révai und dessen Ehefrau Anna (geb. Palásthy).
Er erhielt seinen ersten Unterricht, unter anderem in lateinischer Sprache, in Csanád (heute Cenad im Banat in Rumänien) und beendete das Gymnasium in Szegedin; ein von ihm auf Latein verfasstes Gedicht auf die Ruinen von Cenad, das er im Alter von sechzehn Jahren in der Art von Jacopo Sannazaro verfasste, machte ihn erstmals bekannt.

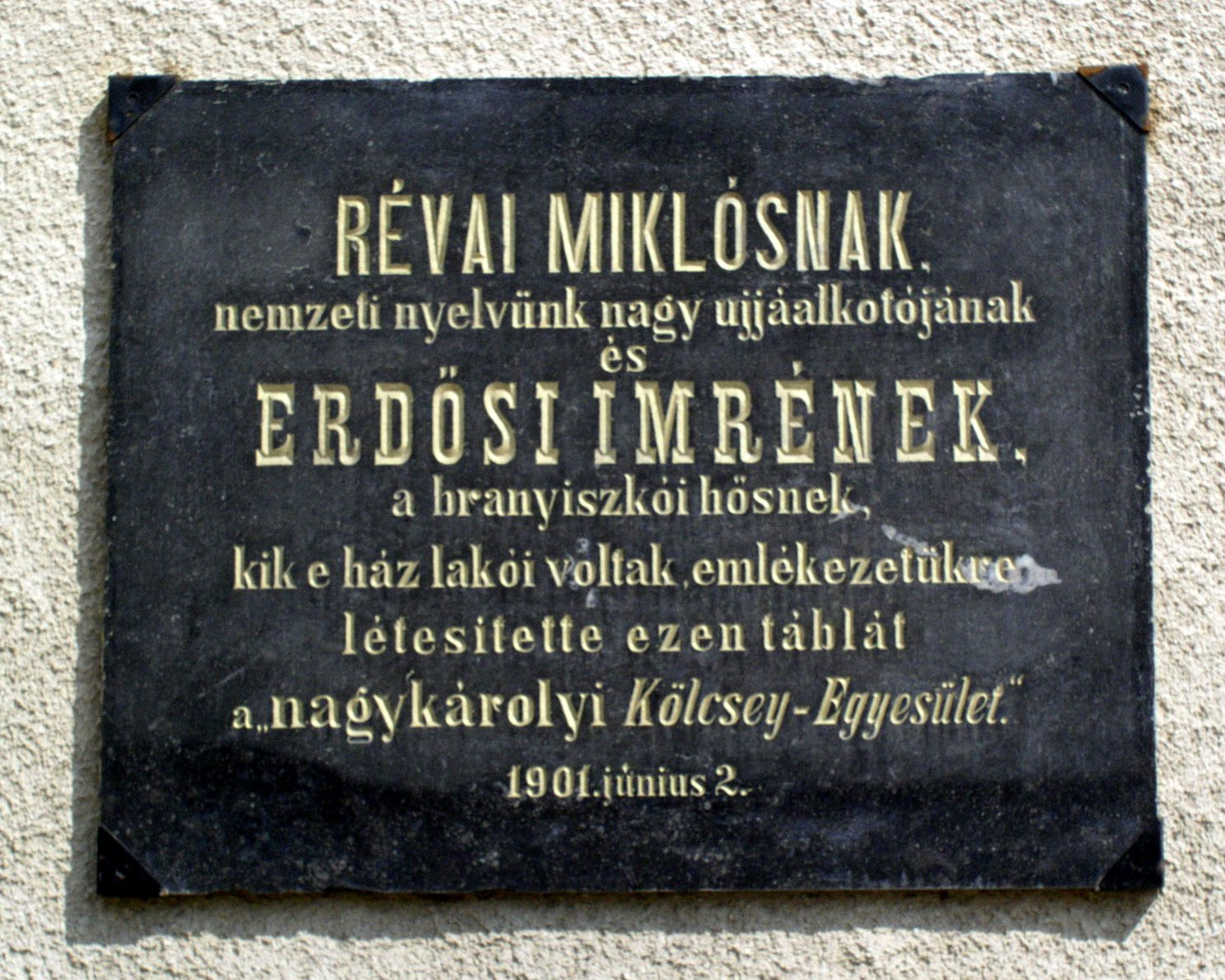
Gedenktafel der Piaristen Miklós Révai und Imre Erdősi an der Fassade des Piaristenklosters in Nagykároly

Er trat am 14. Oktober 1769 in Kecskemét in den Piaristenorden ein, erteilte 1771 an der Volksschule in Dotis (heute Tata) und 1772 am Gymnasium in Veszprim Unterricht. Von 1773 bis 1774 studierte er Philosophie in Nagy-Károly (heute Carei) und unterrichtete dort ab 1775 am dortigen Gymnasium, 1776 folgte ein Studium der Theologie in Neutra (heute Nitra). 1777 ging er nach Wien, um sich im Zeichnen und in der Baukunst weiterzubilden.
Am 14. Juni 1778 wurde er in Großwardein (heute Oradea) von Bischof Ferencz Kornis zum Priester geweiht und erhielt den neu errichteten Lehrstuhl der Zeichen- und Baukunst an der Großwardeiner Nationalschule. Er wurde 1780 außerordentlicher Professor der Philosophie an der dortigen Akademie (heute Universität Oradea).

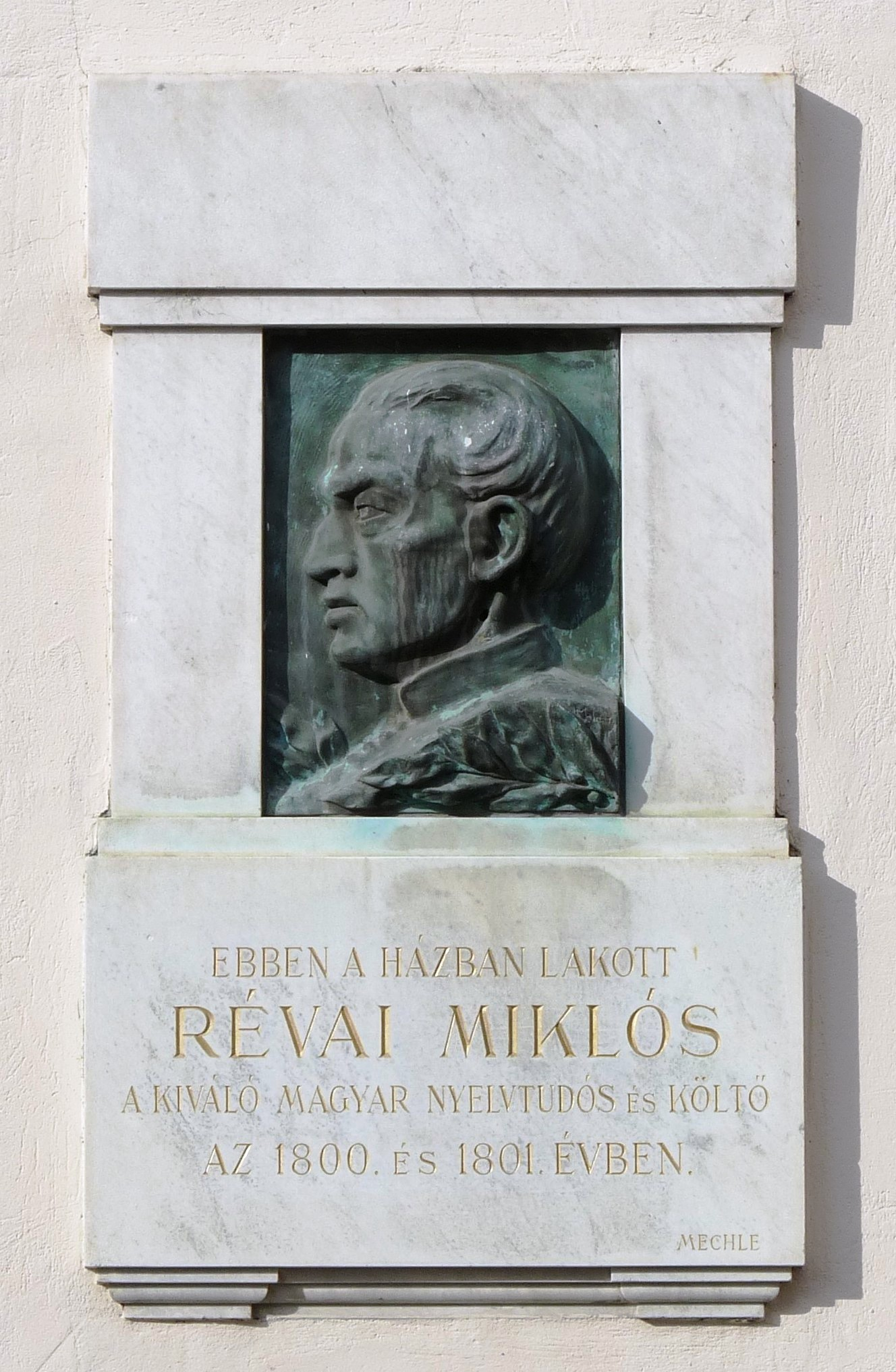
Gedenktafel in Sopron in der Szent György utca 22

1781 legte er aus unbekannten Gründen sein Amt nieder und erhielt einige Zeit darauf eine Erzieherstelle im Haus des Grafen János Pálffy und war von 1782 bis 1783 Hauslehrer beim Grafen Viczay in Loos. Nach einem Streit mit dem Personal des Grafen, gab er seine Stelle auf und zog nach Hédervár; dort arbeitete er einige Zeit in der Bibliothek und an einer Münzsammlung, bis er nach Preßburg (heute Bratislava) zog.
Mitte 1783 ging er als Erzieher nach Graz, kehrte aber bereits 1784 nach Preßburg zurück und gab gemeinsam mit Ferenc Ágoston Paczkó (1730–1790) die ungarische Zeitung Hírmondó heraus. In dieser Zeit plante er die Gründung einer ungarischen Gesellschaft der Wissenschaften und erarbeitete hierzu einen Plan, den er persönlich Kaiser Joseph II. in Wien überreichte, hatte hiermit jedoch keinen Erfolg. Von Wien reiste er darauf über Preßburg nach Raab (heute Győr); er erhielt 1789 am dortigen Gymnasium das Lehramt des Zeichnens und der Architektur.
Nachdem Leopold II. gekrönt worden war, erneuerte er, gemeinsam mit Georg Bessenyei von Bessenye (1740–1811), mit seiner Schrift Egy Magyar Társaság iránt való jámbór szándék seine Vorschläge zur Gründung einer Ungarischen Akademie der Wissenschaften, die daraufhin an den ungarischen Landtag weitergeleitet wurden; dort wurden die Pläne erst 1825 weiter bearbeitet.
Über die Fürsprache des Bischofs Joseph Christian Fengler erhielt Miklós Révai 1794 den päpstlichen Dispens von seinen Ordensgelübden, worauf seine Aufnahme in die Säkular-Geistlichkeit des Raaber Bistums erfolgte.
Aus gesundheitlichen Gründen legte er das Lehramt des Zeichenlehrers nieder und beschäftigte sich daraufhin ausschließlich mit literarischen Arbeiten. Später bewarb er sich um die Kanzlerstelle an der Preßburger Akademie und zog sich dadurch den Unwillen des Bischofs zu, der ihn aus seiner Diözese entließ.
Miklós Révai begab sich nach Wien und bemühte sich erfolgreich um das Lehramt der Dichtkunst am Gymnasium in Gran (heute Esztergom). Von dort aus wurde er in gleicher Eigenschaft nach Komorn (heute Komárom) versetzt und war dort bis 1800 tätig, bis er aus gesundheitlichen Gründen um die Versetzung in den Ruhestand bat; zwischen 1800 und 1801 lebte er einige Zeit in Sopron.
Nach seiner Zurruhesetzung reiste er zu seinem Freund Michael Anton Paintner in Rathót (heute Rátót) und beschäftigte sich im Auftrag der ungarischen Statthalterei mit einer wissenschaftlichen Prüfung der ungarischen Grammatik von Andreas Vályi (1764–1801). Die Ergebnisse seiner Arbeiten wollte er jedoch nicht in Verbindung mit dieser Grammatik veröffentlichen, sondern in einem eigenen Werk niederlegen, um das Eigentum seiner selbständigen Forschung zu sichern.
Während eines Aufenthalts 1802 in Wien, als er seine Studien und Forschungen in den dortigen Bibliotheken fortsetzte, nahm er den Auftrag an, die Tochter des Grafen Anton Forgach von Ghymes und Gacs, eine Enkelin des Fürsten Antal Grassalkovich I., in der ungarischen Sprache zu unterrichten; in dieser Zeit unterrichtete er auch den Grafen István Széchényi im Zeichnen.
Nachdem Andreas Vályi verstorben war, der bis dahin das Lehramt der ungarischen Sprache an der Pester Universität (heute Eötvös-Loránd-Universität) bekleidet hatte, wurde Miklós Révai durch ein Gutachten von Wolfgang Toth (1750–1825) als Nachfolger empfohlen und darauf 1802 in dieses Lehramt berufen; dort blieb er bis zu seinem Tod.
Miklós Révai war unter anderem mit Joseph Mártonfi (1746–1815) befreundet.

### Schriftstellerisches Wirken
Durch die ungarischen Gedichte des Jesuiten Johann Baptist Molnár (1728–1804) angeregt, versuchte Miklós Révai, eigene Gedichte in der Versform der Alten zu verfassen. Während seines Aufenthaltes in Großwardein veröffentlichte er mit Magyar alagyáknak első könyv mehrere ungarische Elegien; weitere Bekanntheit erlangte er 1780 durch seine auf den Tod Maria Theresias gehaltene Leichenrede.
In der Folgezeit war er ständig literarisch tätig und gab unter anderem eine Sammlung ungarischer handschriftlicher Dichterwerke, und zwar jener von Ferenc Faludi, Lőrinc Orczy (1718–1789), Ábrahám Barcsay (1742–1806) sowie eigene Dichtungen, darunter drei Bücher seiner Elegien und ein Buch mit Liedern, heraus; dieses letztere meist erotischen Inhalts, was ihm in seiner Stellung als Priester und Mönch Anfeindungen zuzog, andererseits aber auch bei Kennern und Freunden von echter Poesie Anerkennung fand.
Während seines Aufenthaltes in Raab erschien in der ungarischen Zeitschrift Magyar Orpheus sein Festgedicht auf die Heimkehr der ungarischen Krone und erregte großes Aufsehen.
Er verfasste in Pest verschiedene Werke, darunter der Antiquitates literaturae sowie sein Hauptwerk, der Elaboratior Grammatica hungarica.
Als einer der Ersten schrieb er Gelegenheitsgedichte in ungarischer und lateinischer Sprache, veröffentlichte Übersetzungen aus Catull, Tibull, Properz und Horaz und eigene Gedichte, bestehend in Elegien sowie Liedern.

## Ehrungen und Auszeichnungen

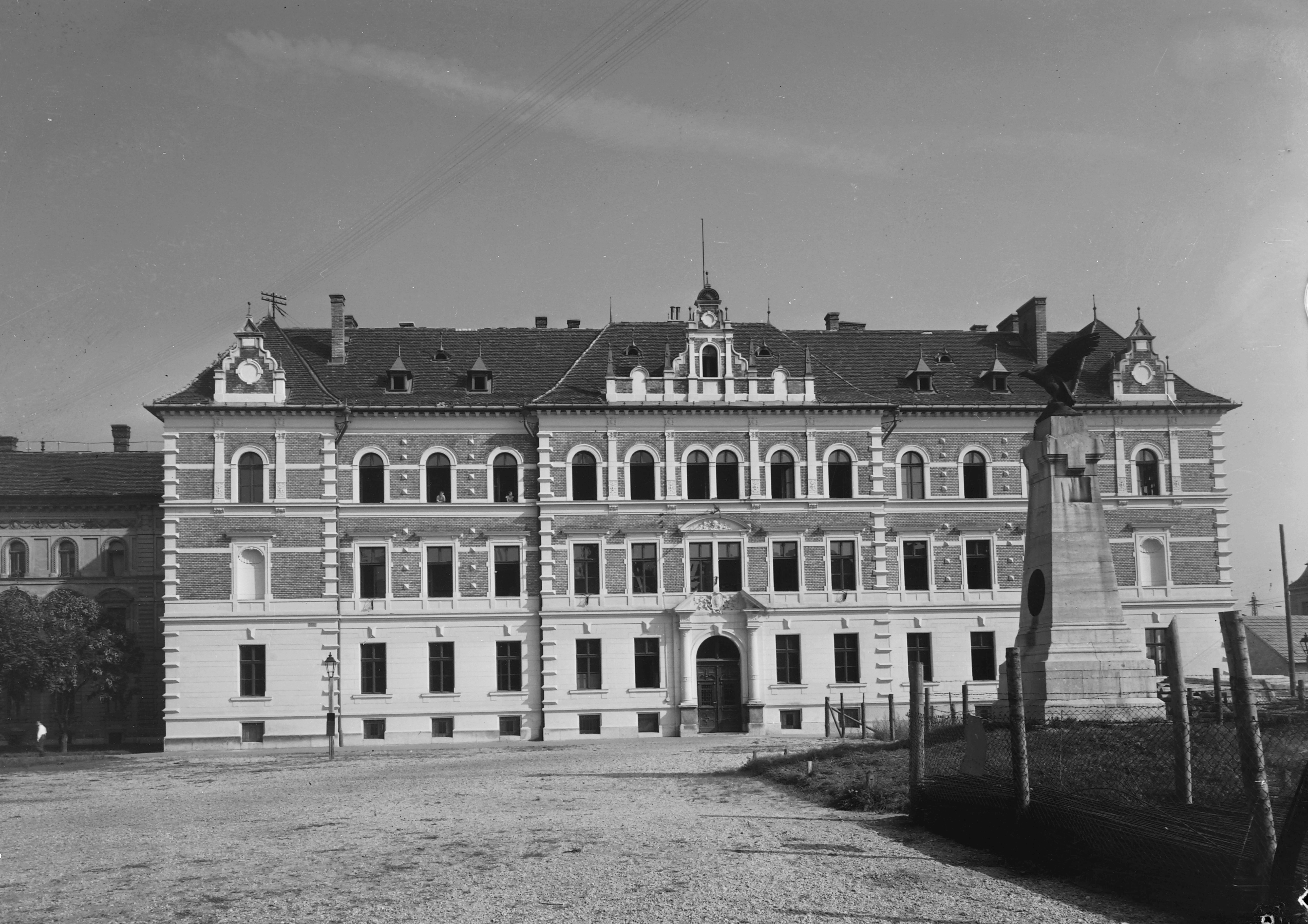
Miklós-Révai-Gymnasium in Győr

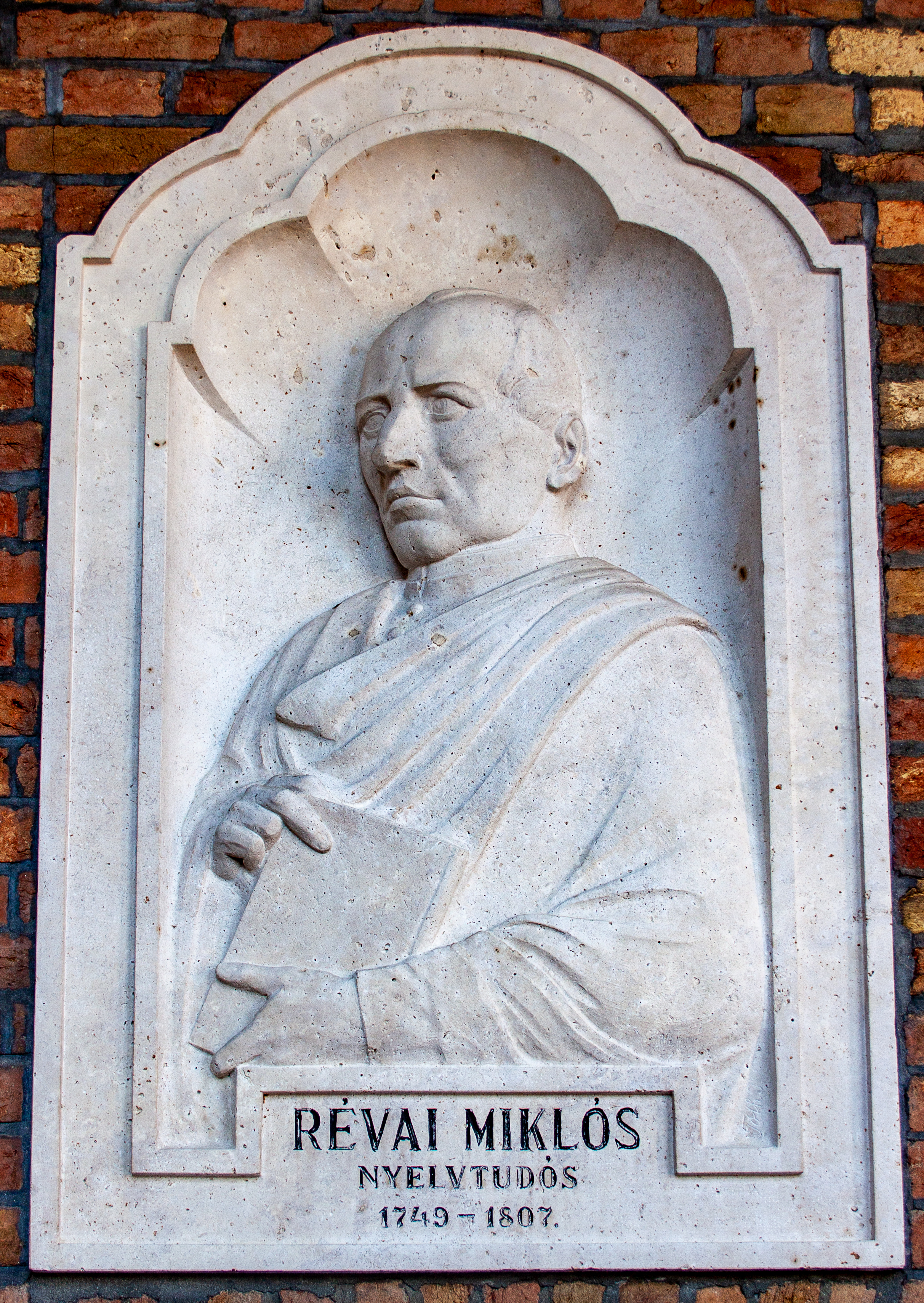
Relief von Miklós Révai

In Győr wurde eine Straße und das Gymnasium nach Miklós Révai benannt.
Im Szegeder Pantheon erhielt er mit einem Relief einen Platz in der Nationalen Gedenkhalle.
Die Gesellschaft der ungarischen Sprache verleiht den Revai-Miklós-Preis.

## Schriften (Auswahl)
- A. B. C. könyvecske a’ nemzeti oskolák’ hasznokra. Preßburg, 1777.
- A’ magyar nyelv’ helyes irása és kimondása felől kettős tanúság. Ofen, 1778 (Digitalisat).
- Az ékes irásnak a’ nemzeti iskolákra alkalmasztatott eleji. 1788.
- Magyar Alagyáknak egy könyvök. Nagy-Karoly 1778.
- Elegia de natali M. Theresiae Aug. Imp. Vid. Reginae Hung. Varad, 1779.
- A’ városi épitésnek eleji. Ofen, 1780.
- A’ mezei gazdaság’ folytatásáról. Ofen, 1780.
- Carmina latina et hungarica in solemnem inaugurationem Episcopi M. Varadin. Ехc. Illust. ac RR. v. Ladislai Com. s Kollonich. Wien, 1781 (Digitalisat).
- A’ menykövek’ mivoltáról és eltávoztatásáról való Bölcselkedís. Makó Pál után magyarázva. Preßburg und Kaschau 1781.
- A magyar költeményes Gyüjtemény közre bocsátásának újabb hirré adása. Raab, 1785.
- Faludy Ferencz költeményes maradványi. Elő beszédekkel, jegyzéssekkel és szükséges oktatássokkal. I. és II. köt. Raab, 1786 und 1787.
- Faludi Ferencz költeményes maradványi. A’ jegyző könyvel eggyütt. Preßburg, 1787 (Digitalisat).
- Téli ejtszakák. Faluditól. 1787.
- Istenes jóságra, és szerencsés boldog életre oktatott nemes ember. Dorzol után Faluditól. 1787.
- Faludi nemes asszony. 1787.
- Faludi nemes Úrfi. Második kiadás. 1787.
- Bölcs és figyelmetes udvari ember Graczian után Faluditól. Preßburg, 1787.
- Bölcs ember. Faluditól. 1787.
- Szent ember Faluditól. 1787.
- Révay elegyes Versei, és néhány apró irásai masok darabjaival és néhány résigégekkel. Preßburg, 1787.
- Költeményes Holmi egy nagyságos elmétől. Preßburg, 1787 (Digitalisat).
- Két Nagy (B. Orczi Lör. és Barcsai) elmének költeményes szüleményei. Preßburg, 1789 (Digitalisat).
- A’ haza tért magyar koronának öröm ünnepére. Preßburg, 1790 (Digitalisat).
- Egy Magyar Társaság iránt való jámbór szándék. Wien, 1790 (Digitalisat).
- Planum erigendae Societatis eruditae hunc alterum elaboratius. Wien, 1790 (Digitalisat).
- Candidati erigendae eruditae Societatis hungaricae et ratio facti in ea promovenda progressus. Jaurini, 1791.
- Latina. Edita amicorum hortatu et sumptibus. Jaurini, 1792.
- Pius dolor et par votum in repentino obitu Aug. Imperatoris et Regis Apostol. Leopoldi II. a fideli Hungaro. Pest, 1792.
- Angulorum rectaeque lineae trisectio et consectaria Circuli quadratio. Wien, 1797 (Digitalisat).
- Bibliotheca Hung. Patriae consecrata a Pio et imm. mer. optimate Franc. Széchényi. Pest, 1802.
- A’ kegyes Oskolák’ háladatossága az Ország Rendeihez. Hannulik deák éneke után. Pest, 1802.
- Nuncium de edendis operibus. 1803.
- Antiquitates Literaturae Hungaricae. Pest, 1803 (Digitalisat).
- Propositiones ex lingua hungarica primo semestri explanata. Pest, 1804.
- Versegi Ferentznek tisztasággal kérkedő tisztátalan magyarsága. Pest, 1805 (Digitalisat).
- Elaboratior grammatica Hungarica.
  - Band 1. Pest, 1806 (Digitalisat).
  - Band 2. Pest, 1806 (Digitalisat).
- Prolusio I. habita in auspiciis Collegii hung. die VIII. m. Nov. 1802. De praeiudicio communi et noxio, natis Hungaris studium linguae patriae non esse necessarium. Pest, 1806.
- Prolusio II. IX. Nov. 1803 in auspiciis Collegii de lingua hungarica, ob singularem qua excellit praestantiam, ipsis etiam natis Hungaris percolenda. Pest, 1806.
- Prolusio III. in auspiciis Collegii hungar. X. Nov. 1804 de necessitate perdiscendae linguae patriae natis etiam Hungaris, gravi et provido Patrum consilio, lege imposita. Pest, 1806.
- Révai Miklós levele Ürményi Józsefnek. 1807.
- Révai Miklós magyar nyelvi és irodalmi kézikönyve. Budapest, 1912 (Digitalisat).[12]
- Handschriftlich hinterließ er ein Kompendium der ungarischen Sprachlehre, ein Lexikon ungarischer, mit Wörtern aus morgenländischen Sprachen verwandter Wörter; eine ungarische Literaturgeschichte, Stilistik und Chrestomathie, einige Übersetzungen aus griechischen, französischen und deutschen Lyrikern, mehrere kleinere Abhandlungen vermischten Inhalts und Rezensionen vorwiegend sprachlicher Werke.